# L'impero della camorra
L'impero della camorra. Vita violenta del boss Paolo Di Lauro è un romanzo scritto dal giornalista napoletano Simone Di Meo che ricostruisce i venti anni di potere assoluto del padrino di Secondigliano, dall'uccisione di Aniello La Monica, vecchio boss di Scampia, fino alla nascita del cartello degli scissionisti, che sarà poi all'origine della faida nel 2004.
Pubblicato dalla casa editrice Newton Compton nel gennaio 2008, il libro ripercorre l'ascesa criminale del clan Di Lauro grazie a una lunga confessione di un pentito della camorra a un magistrato impegnato in una delicatissima indagine sui canali di riciclaggio della malavita di Secondigliano.

## Edizioni
- Simone Di Meo, L'impero della camorra, collana Letteraria, Newton Compton, 2008,  p. 283, ISBN 978-88-541-0992-6.